# Daqing
Daqing (cinese: 大庆; pinyin: Dàqìng) è una città-prefettura della Cina nella provincia dell'Heilongjiang.

## Geografia antropica

### Suddivisioni amministrative
- Distretto di Sartu
- Distretto di Longfeng
- Distretto di Ranghulu
- Distretto di Datong
- Distretto di Honggang
- Contea di Zhaozhou
- Contea di Zhaoyuan
- Contea di Lindian
- Contea autonoma mongola di Dorbod